# Кувшинов, Александр Иванович
Александр Иванович Кувшинов (род. 13 октября 1951, Зеленодольск, Чкаловская область) — российский политический деятель, депутат Государственной думы второго созыва

## Биография
Окончил Оренбургский сельскохозяйственный институт, доктор экономических наук.
Депутат Государственной Думы Федерального Собрания РФ второго созыва (1995—1999), был членом фракции НДР, заместителем председателя Комитета по вопросам геополитики, председателем подкомитета по пограничным вопросам и морскому праву.